# Hedvig von Haartman
Hedvig Eleonora von Haartman, född 29 december 1862 i Pikis, Storfurstendömet Finland, Kejsardömet Ryssland, död 15 oktober 1902 i Hamburg, var en banbrytare för Frälsningsarmén i Finland. Hon var dotter till Carl Daniel von Haartman. 
Hedvig von Haartman inträdde 1889 i Frälsningsarmén i London och utnämndes följande år till dess ledare i Finland. Hon kommenderades 1898 till tyska Schweiz sedan rörelsen blivit rotfast i Helsingfors och flera landsortsstäder.